# نشم أسطواني
نشم أسطواني (الاسم العلمي:Grewia cylindrica) هو نوع من النباتات يتبع جنس النشم من الفصيلة الخبازية.